# Nissin Kogyo
Nissin Kogyo (日信工業株式会社 Nisshin Kogyo Kabushiki-gaisha) è una società giapponese quotata alla borsa di Tokyo produttrice di parti e componenti per veicoli a motore, specializzata nella produzione di sistemi frenanti.
La società è stata fondata nel 1953 ed è quotata alla prima sezione della Borsa di Tokyo. A marzo 2017, la società aveva 1,54 miliardi di dollari di fatturato e 9.557 dipendenti. Honda Motor Company è il maggiore azionista e detiene il 34,6% delle azioni totali.
Nissin Kogyo ha sede a Nagano, in Giappone, con stabilimenti produttivi affiliati in Stati Uniti, Messico, Brasile, India, Thailandia, Vietnam e Cina.
Nel 2016 ha creato la Autoliv Nissin Brake Systems, una azienda in comune con l'Autoliv, produttore svedese di sistemi di sicurezza.